# Teriyaki Boyz
Teriyaki Boyz je japanska hip hop grupa iz Tokija, Japana. Godine 2005. osnovali su je Ilmari, Ryo-Z iz grupe Rip Slyme, Verbal iz grupe M-Flo, Wise i Nigo. Nigo je disk-džokej i osnivač popularne japanske modne marke A Bathing Ape, koju članovi grupe često nose na koncertima te se u njoj prikazuju u spotvima.
Sastav Teriyaki Boyz su započeli karijeru 2005. godine. Debitantski studijski album Beef or Chicken objavili su odmah sljedeće godine pod diskografskim kućama Def Jam Recordings i (B)APE Sounds. Album je proizveo jedan singl "HeartBreaker". Drugi studijski album Serious Japanese su objavili 2009. godine pod diskografskim kućama Universal Music Group i Star Trak Entertainment. Album je prozveo tri singla "I Still Love H.E.R.", "Zock On!" i "Work That!". Na albumu gostuju mnogi američki reperi kao što su Kanye West, Pharrell, Big Sean i Chris Brown.

## Članovi
Trenutni članovi
- Ilmari (2005. - danas)
- Ryo-Z (2005. - danas)
- Verbal (2005. - danas)
- Wise (2005. - danas)
- Nigo (2005. - danas)

## Diskografija
Studijski albumi
- Beef or Chicken (2006.)
- Serious Japanese (2009.)

## Vanjske poveznice
- Teriyaki Boyz na Allmusic
- Teriyaki Boyz na Discogs
- Teriyaki Boyz na Billboardu
- Teriyaki Boyz  Arhivirana inačica izvorne stranice od 12. listopada 2011. (Wayback Machine) na MTV